# 大雪山 (新南威爾士州)
大雪山（英語：Snowy Mountains），为澳大利亚新南威尔士州东南部的山脉，属于大分水岭的一支，也是澳大利亚最高山脉，位于此山脉的科修斯科山，海拔2228米，为澳大利亚本土最高峰。

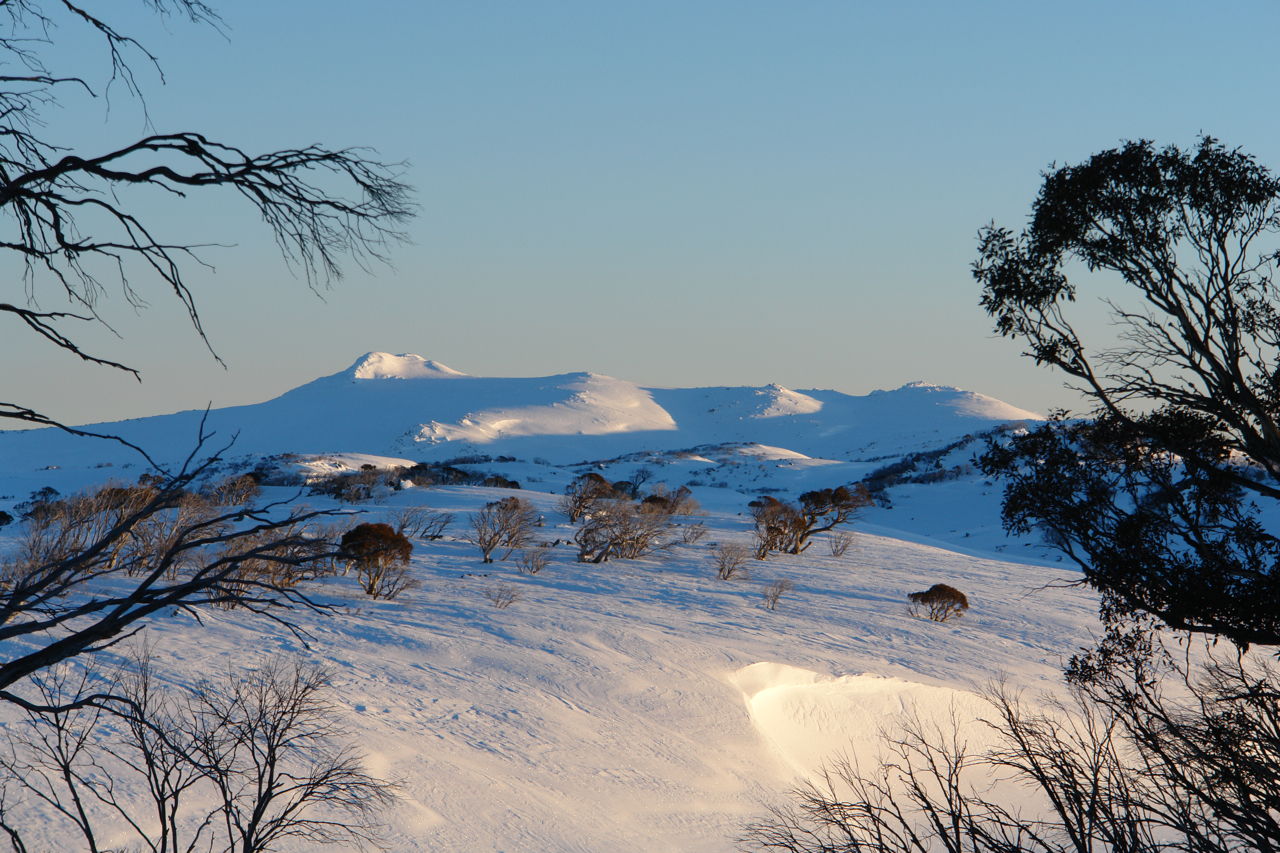
Jagungal山

雪山山脉自澳大利亚墨尔本西侧向南至维多利亚州界，全长96公里，自雪山山脉发源的河流有墨累河（Murray River）、马兰比吉河（Murrumbidgee River）、雪河在此发源，世界著名的雪山水利工程使流向东南海岸的雪河、尤坎本河河水折向西流，供澳洲大陆东南部地区电力和灌溉使用。

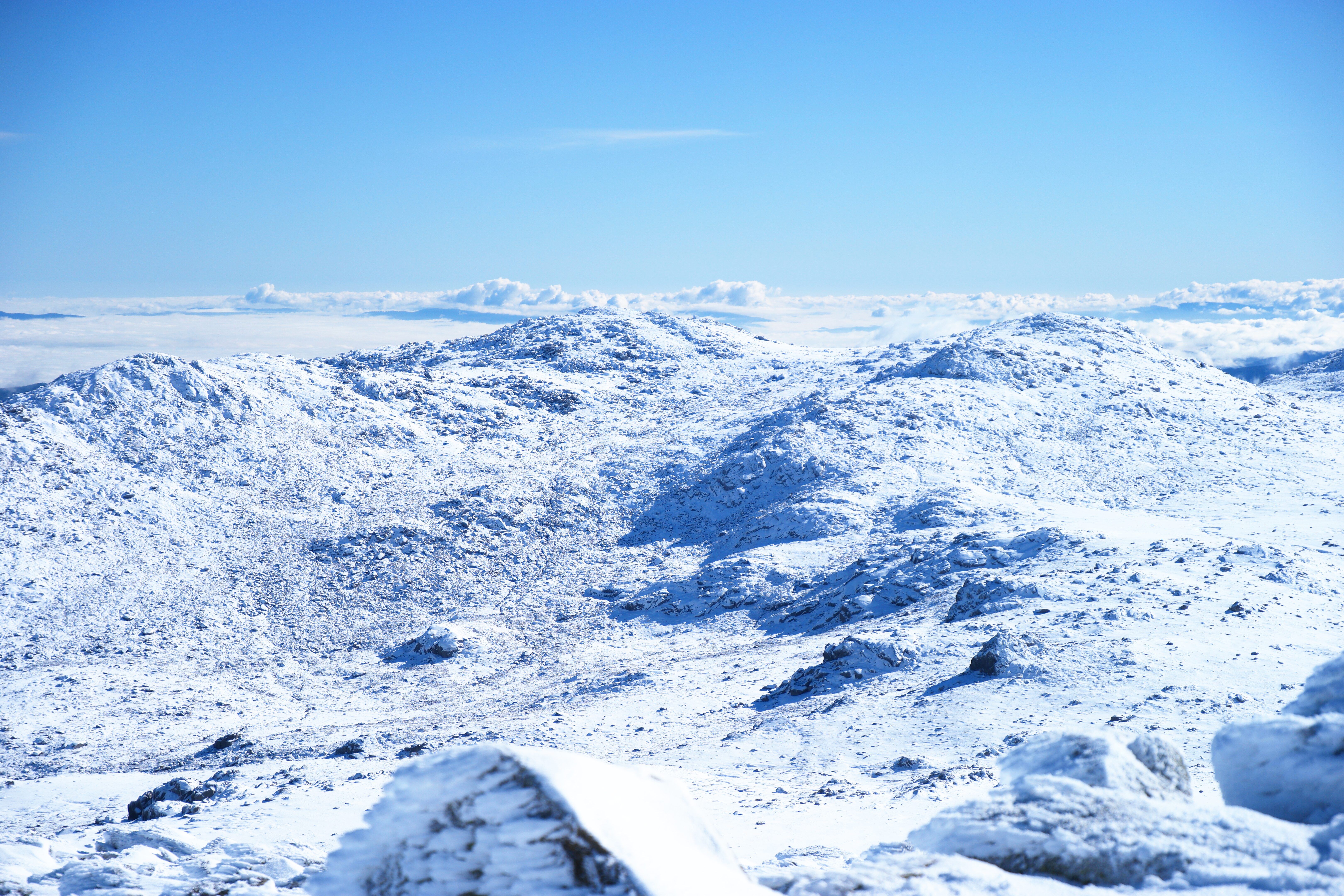
Kosciuszko大山